# Dorsale de Reykjanes
Pour les articles homonymes, voir Reykjanes.
Ne doit pas être confondu avec Ceinture volcanique de Reykjanes.

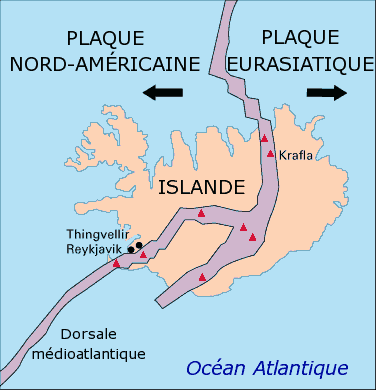
Carte des dorsales et des rifts en Islande. La zone active du rift se dédouble en deux branches au centre de l’île : la zone du rift d’Islande du nord et la zone du rift de Reykjanes au sud-ouest.

La dorsale de Reykjanes est une dorsale constituant une portion de la dorsale médio-atlantique. Elle s'étire au sud-ouest de l'Islande et tient son nom de la ceinture volcanique de Reykjanes, sur la Reykjanesskagi, qui constitue la partie émergée de cette dorsale sous la forme d'un rift.
Cette partie émergée constitue un véritable musée géologique à ciel ouvert, ce qui explique qu'elle est intégrée au géoparc de Reykjanes.